# Kim Tráng Long
Kim Tráng Long (tiếng Trung giản thể: 金壮龙; bính âm Hán ngữ: Jīn Zhuàng Lóng; sinh tháng 3 năm 1964, người Hán) là chuyên gia hàng không vũ trụ, chính trị gia nước Cộng hòa Nhân dân Trung Hoa. Ông là Ủy viên Ủy ban Trung ương Đảng Cộng sản Trung Quốc khóa XX, khóa XIX, Ủy viên dự khuyết khóa XVIII, XVII, hiện là Bí thư Đảng tổ, Bộ trưởng Bộ Công nghiệp và Công nghệ thông tin. Ông từng là Phó Chủ nhiệm thường vụ Văn phòng Ủy ban Phát triển dung hợp Quân và Dân Trung ương Đảng; Bí thư Đảng ủy, Chủ tịch Tập đoàn Máy bay thương mại Trung Quốc; Phó Chủ nhiệm Ủy ban Khoa học, Công nghệ và Công nghiệp Quốc phòng; Phó Cục trưởng Cục Vũ trụ Quốc gia.
Kim Tràng Long là Đảng viên Đảng Cộng sản Trung Quốc, học vị Cử nhân, Thạc sĩ Kỹ thuật phi hành, Tiến sĩ Kinh tế công nghiệp, học hàm Nhà nghiên cứu hàng không vũ trụ. Ông là nhà khoa học, chuyên gia về kinh tế ngành hàng không với sự nghiệp hoạt động thời gian dài trong việc nghiên cứu về hàng không tại các cơ quan, tổ chức hàng không Trung Quốc.

## Xuất thân và giáo dục
Kim Tráng Long sinh tháng 3 năm 1964 tại trấn Lâm Thành, huyện Định Hải, nay nhai đạo Lâm Thành, quận Định Hải, địa cấp thị Chu Sơn, tỉnh Chiết Giang, Cộng hòa Nhân dân Trung Hoa. Ông lớn lên và tốt nghiệp phổ thông ở Định Hải rồi tới thủ đô Bắc Kinh năm 1982, trúng tuyển nhập học Học viện Hàng không Bắc Kinh (北京航空学院, nay là Đại học Hàng không Vũ trụ Bắc Kinh), chuyên ngành Thiết kế tên lửa có cánh và tốt nghiệp Cử nhân Kỹ thuật năm 1986. Sau khi tốt nghiệp đại học, ông tới thủ phủ Tây An của Thiểm Tây và là nghiên cứu sinh sau đại học tại Đại học Bách khoa Tây Bắc ngành cơ khí máy bay, rồi tiếp tục tới Thượng Hải, học cao học tại Viện nghiên cứu Kỹ thuật du hành không gian Thượng Hải, nhận bằng Thạc sĩ Kỹ thuật năm 1989. Năm 2000, ông là nghiên cứu sinh tại Đại học Phục Đán, nhận bằng Tiến sĩ Kinh tế công nghiệp vào năm 2003 với đề tài "Nghiên cứu khả năng cạnh tranh của ngành hàng không vũ trụ Trung Quốc" [中国航天产业竞争力研究]. Trong quá trình nghiên cứu, hoạt động giáo dục về khoa học hàng không vũ trụ, ông được cấp chức danh Cao cấp công trình sư rồi Nhà nghiên cứu, tương đương chức danh Giáo sư chuyên ngành Hàng không vũ trụ, nhận trợ cấp khoa học đặc biệt của Quốc vụ viện.
Trong thời gian học đại học, Kim Tráng Long được kết nạp Đảng Cộng sản Trung Quốc vào tháng 5 năm 1984. Ông được cử tham gia các khóa học trong quá trình công tác đều tại Trường Đảng Trung ương Đảng Cộng sản Trung Quốc, gồm khóa tiến tu thứ II từ tháng 9 năm 1997 đến tháng 1 năm 1998, khóa tiến tu cán bộ tỉnh, bộ từ tháng 9 năm 2007 đến tháng 1 năm 2008 và khóa bồi dưỡng cấp tỉnh, bộ giai đoạn tháng 3–4, năm 2010.

## Sự nghiệp

### Hàng không vũ trụ
Tháng 6 năm 1989, sau khi được cấp bằng Thạc sĩ Kỹ thuật du hành không gian, Kim Tráng Long bắt đầu sự nghiệp của mình khi được trường nhận lại làm Kỹ thuật viên của Phòng Thiết kế thứ VIII của Viện nghiên cứu, đồng thời cũng tham gia hoạt động nghiên cứu khoa học vũ trụ, giảng dạy với chức danh là Trợ lý Công trình sư. Năm 1990, ông là Tổ trưởng Tổ Thiết kế, Phó Chủ nhiệm Tổ nghiên cứu của Phòng Thiết kế thứ VIII, và được thăng chức làm Phó Chủ nhiệm Phòng Thiết kế thứ VIII vào tháng 5 năm 1993. Tháng 2 năm 1998, ông được bổ nhiệm làm Chủ nhiệm Phòng Thiết kế thứ VIII, sau đó thăng cấp làm Cục trưởng Cục Hàng không vũ trụ Thượng Hải, tức tên gọi khác của Viện nghiên cứu vào tháng 1 năm 1998. Tháng 6 năm 1999, ông được điều vào làm Ủy viên Đảng tổ Tập đoàn Khoa học và Công nghệ Hàng không vũ trụ Trung Quốc, vẫn là cục trưởng đơn vị Thượng Hải. Sau đó, tháng 12 năm 2001, ông nhậm chức Phó Tổng Giám đốc Tập đoàn Khoa Kỹ Hàng Thiên (中国航天科技集团).
Tháng 6 năm 2004, Kim Tráng Long được bổ nhiệm làm Tổng thư ký, Người phát ngôn của Ủy ban Khoa học, Công nghệ và Công nghiệp Quốc phòng Trung Quốc (COSTIND) kiêm Phó Cục trưởng Cục Vũ trụ Quốc gia Trung Quốc. Tháng 7 năm 2005, ông nhậm chức Phó Chủ nhiệm COSTIND kiêm Phó Tổ trưởng Tổ trù bị chế tạo máy bay thương mại cỡ lớn. Ông công tác trong giai đoạn này cùng các chuyên gia kỹ thuật hàng không như Trương Khánh Vĩ, Trần Cầu Phát. Tháng 10 năm 2007, ông được bầu làm Ủy viên dự khuyết của Ủy ban Trung ương Đảng Cộng sản Trung Quốc khóa XVII, trong số 167 Ủy viên dự khuyết. Tháng 3 năm 2008, ông được điều chuyển làm Phó Bí thư Đảng ủy, Phó Chủ tịch, Tổng Giám đốc Tập đoàn Máy bay thương mại Trung Quốc (COMAC), nhậm chức Bí thư Đảng ủy, Chủ tịch Tập đoàn từ tháng 1 năm 2012. Tháng 11 năm 2012, tại Đại hội Đảng Cộng sản Trung Quốc khóa XVIII, ông tiếp tục được bầu làm Ủy viên dự khuyết Ủy ban Trung ương Đảng Cộng sản Trung Quốc khóa XVIII nhiệm kỳ 2012 – 2017.

### Cơ quan Đảng, Nhà nước
Tháng 8 năm 2017, Kim Tráng Long được miễn nhiệm các chức danh ngành hàng không vũ trụ, được bổ nhiệm làm Phó Chủ nhiệm thường vụ Văn phòng Ủy ban Phát triển dung hợp Quân và Dân Trung ương của Đảng Cộng sản Trung Quốc vào ngày 27 tháng 8, phụ trách công việc thường nhật các nhiệm vụ của chính sách kết hợp quân sự, dân sự, kinh tế, quốc phòng của Trung Quốc và hỗ trợ Hàn Chính. Tháng 10 năm 2017, ông tham gia đại hội đại biểu toàn quốc, được bầu làm Ủy viên Ủy ban Trung ương Đảng Cộng sản Trung Quốc khóa XIX tại Đại hội Đảng Cộng sản Trung Quốc lần thứ 19. Ngày 29 tháng 7 năm 2022, Ủy ban Trung ương quyết định bổ nhiệm Kim Tráng Long làm Bí thư Đảng tổ Bộ Công nghiệp và Công nghệ thông tin, thay thế cho Tiêu Á Khánh – vị bộ trưởng đang bị điều tra bởi Ủy ban Kiểm Kỷ, được kết luận vi phạm pháp luật và kỷ luật Đảng. Ngày 2 tháng 9 năm 2022, ông được phê chuẩn bổ nhiệm làm Bộ trưởng Bộ Công Tín. Cuối năm 2022, ông tham gia Đại hội Đảng Cộng sản Trung Quốc lần thứ XX từ đoàn đại biểu khối cơ quan trung ương Đảng và Nhà nước. Trong quá trình bầu cử tại đại hội, ông được bầu là Ủy viên Ủy ban Trung ương Đảng Cộng sản Trung Quốc khóa XX.

## Khen thưởng
- Hai giải Nhì Giải thưởng Tiến bộ Khoa học kỹ thuật Quốc gia Trung Quốc (2003, 2004);[23]